# Pagoda
Pour les articles homonymes, voir Pagode (homonymie).
Pagoda est un groupe de rock alternatif américain, originaire de Brooklyn, à New York. Formé en 2001, le groupe se composait du chanteur et guitariste Michael Pitt, accompagné de Reece Carr à la batterie, Willie Paredes à la basse, et Christopher Hoffman au violoncelle. Le premier album du groupe, l'éponyme Pagoda, est publié le 27 février 2007, et un second était prévu pour 2011, mais le groupe se sépare bien avant sa sortie. Il est difficile, d'après les déclarations du groupe, de savoir si le groupe entame une pause ou si les membres ont décidé de se séparer définitivement.

## Biographie

### Débuts et percée (2001–2004)
Les fondateurs de Pagoda, Michael Pitt et Ryan Donowho, se rencontrent chez un ami commun en 2000. Ayant la connaissance des talents musicaux de Michael, Ryan lui demande de jouer sur une de ses chansons. Il s’exécute et Ryan l’accompagne à la batterie. L’alchimie entre les deux musiciens est instantanée. Malgré un certain talent à la guitare, Michael n’a jamais pris de cours de guitare. Son ami Rodrigo du groupe The Hermitt, était, d’après Michael, le seul qui « en quelque sorte m'a sorti de la rue—il m’a invité à m’installer avec environ sept autres personnes dans ce studio à Chinatown. Et il m’a appris à jouer de la guitare. » La première chanson écrite est Death to Birth qui devient la chanson de Pagoda la plus connue. Le groupe est officiellement formé en 2001.
Le nom Pagoda vient du type de construction asiatique du même nom, mais aussi, selon la biographie officielle du groupe, du nom des enregistrements avec lesquels Michael Pitt a appris à jouer de la guitare, ces derniers s'appelant Sessions of Pagoda. D’après Michael, « c’était vraiment le seul nom qui ne craignait pas plus que les autres. » Pagoda veut dire « le temps » (météo) en russe. Entre 2001 et 2004, le groupe invite de nombreux amis pour assurer la basse lors de leurs concerts. Parmi eux Christian Zucconi, leader du groupe Aloke. Lors de sa présence au sein du groupe, Zucconi tourne un clip vidéo pour la chanson de Pagoda Happy Song, chanson pastiche-hommage à Nirvana aussi bien dans sa forme que dans ses paroles et dans le clip vidéo.
Les talents musicaux de Michael commencent à être reconnus dans le monde artistique. Bernardo Bertolucci lui confie la bande originale du film Innocents - The Dreamers, dans lequel Michael joue le rôle principal, Matthew. Michael participera ensuite avec les Twins of Evil à une reprise du classique Hey Joe popularisée par Jimi Hendrix et Bertolucci, en tourne une vidéo disponible en bonus dans le DVD du film. L’année suivante, Pagoda apporte sa contribution à la bande originale du film Le livre de Jérémie d’Asia Argento, film tiré du livre de confessions de JT LeRoy.  Le groupe commence rapidement à tourner en concert régulièrement. Le concert au Sidewalk Café à New York fut leur premier. Le concert montra tellement d’énergie et de potentiel, et déclenche tant d’enthousiasme que le magazine Spin inclut Pagoda dans la liste des « groupes du New York underground à voir absolument ».

### Last Days(2005–2006)
Étant à Portland pour le casting du film Last Days de Gus Van Sant, Michael tombe sur Jamie Kallend dans un parc en train de gratter sur sa guitare. Il lui emprunte sa guitare pour en jouer et Kallend, impressionné par ses capacités, l’invite à une soirée micro ouvert, dans laquelle joue son groupe Kallisti (il en était le bassiste). Une amitié se forme rapidement et Michael propose de mixer quelques chansons de Kallisti à l’hôtel où il séjournait et le fait en une nuit. Ils se rencontrent par la suite chez Gus Van Sant pour le casting de Last Days. Quelques semaines plus tard, ils proposent à Kallend la place de bassiste dans le groupe Pagoda, qui accepte sans hésiter.
Au même moment, le groupe publie une annonce pour un violoncelliste. La meilleure offre vient de Indigo Ruth-Davis, un adolescent de l’État du Vermont qui envisageait des études dans le domaine artistique. Le premier morceau joué est Sadartha. Il exécute l’enregistrement du premier coup, et est alors engagé dans le groupe. Pagoda étant maintenant au complet, il était temps d’enregistrer leur première démo. Celle-ci, connue des fans sous le titre de The Lonely Journey EP contient cinq titres : Death to Birth et Sadartha accompagnés de Fetus, I Do et un collage sonore nommé Song #1. Cet EP est distribué gratuitement lors des concerts du groupe. L’enregistrement se déroule aux Excello Recording Studios à Williamsburg, Brooklyn, en compagnie du producteur Hugh Pool, un musicien new-yorkais qui a supervisé des enregistrements de groupes de la scène indépendante new-yorkaise tels que Joseph Arthur, Radio 4, Michael Brecker, ou encore The Tirefires. Avec son aide, le groupe gagne en maturité et devient plus mélodique, avec un chant et des paroles plus élaborées. Gus Van Sant est l’un des témoins de cette amélioration et inclut deux chansons de l'EP dans la bande originale de son film Last Days.
Last Days s’inspire de la mort de Kurt Cobain, le leader du groupe Nirvana. Dans le film, Michael joue le rôle de Blake, un artiste renfermé sur lui-même et se battant contre la drogue et la pression médiatique. Dans une des scènes du film, Blake quitte ses amis lors d’une fête pour s’isoler dans un salon ou il joue la version acoustique de Death to Birth. Dans cette scène, une des plus intenses du film, Michael avait la volonté d’apporter sa propre contribution. « Je suis un musicien et je ne voulais pas faire cela en donnant l’impression que je faisais cela juste pour l’argent » dit-il. « Je crois que nous avons tourné la scène environ sept fois et à chaque dois j’ai fait une chanson différente. Pour la dernière il [Gus] m’a demandé de jouer cette chanson (citation Myspace). » Michael a aussi réalisé pour le film la chanson That Day, dans laquelle il joue tous les instruments en utilisant une loop machine.
Durant le tournage, Michael Pitt rencontre Kim Gordon et Thurston Moore de Sonic Youth ; Kim joue également dans le film,. Thurston Moore est séduit par la musique du groupe et leur propose donc de produire un album par le biais de son label indépendant personnel, Ecstatic Peace!. À la sortie du film, de nombreuses critiques pointent sur la pertinence du film dans l’œuvre de Gus Van Sant, mais aussi sur la musique. Alors que certains fans sur le net acclament la musique de Pagoda, plusieurs autres personnes tiennent un point de vue plus réactionnaire, affirmant que le groupe singe Nirvana et n'est qu'une vitrine pour Michael Pitt. Thurston Moore, dans une interview, défend lui-même le groupe, affirmant que « Pagoda n'est pas un job à temps partiels pour Michael Pitt, il n'est pas un acteur en vacances ici. C'est un véritable artiste, avec un but d'exprimer des sentiments réels, et la musique est son moyen d'y parvenir. Et Pagoda, en tant que groupe sur scène, botte encore bien plus le cul que sur disque (citation Myspace). »

### Pagoda(2007–2008)
Après le tournage de Last Days, Michael Pitt rejoint le groupe à Milan, en Italie, pour l'enregistrement d'un premier album. Ils y passeront deux mois, avec comme coproducteur Luca Amendolara. Cependant, les emplois du temps sont chargés pour tous les membres du projet et le mixage de l'album est repoussé, les fans doivent attendre une hypothétique date de sortie. Les mois qui suivent l’enregistrement, Jamie et Indigo quittent d'ailleurs le groupe. Luca prend la place de bassiste. Le 11 janvier 2007, une nouvelle composition du groupe est publiée sur le site officiel avec la photo des nouveaux membres accompagnant Michael. Les nouveaux membres sont Willie Paredes (basse), Reece Carr (batterie) et Christopher Hoffman (violoncelle). Le bassiste et producteur Luca Amendolara travaille actuellement avec d’autres groupes en Italie et l’acteur/batteur Ryan Donowho préfère retourner vers le cinéma. 
L'album est finalement publié le 27 février 2007 aux États-Unis, et le 14 mai au Royaume-Uni, sans promotion et sur des circuits de distribution très fermés. Il est néanmoins disponible sur Amazon, et sur le store iTunes. L'album passe quasiment inaperçu dans les milieux, et la presse spécialisée n'y prête initialement aucune attention, sauf à de rares exceptions et avec un retour généralement positif,. Le son est dans la continuité de l'EP précédemment sorti, le groupe puisant ses influences dans le son alternatif des années 1990, notamment Nirvana, Sonic Youth, les Pixies ou les premiers albums de Cat Power pour ce qui est autant du son du groupe (un son de guitare très sale et des morceaux énervés, revenant au grunge rock, des ballades mélancoliques désabusées, ou encore des constructions musicales désaxées).
Le groupe continue alors de tourner régulièrement à Brooklyn et dans la région new-yorkaise. Il fait également quelques dates en Europe, en Angleterre, Espagne, Italie et en France, lors d'un unique show acoustique à Paris le 19 juin 2007 au Baron. Durant l'année 2007 et le premier semestre 2008, Pagoda met en ligne quelques face B sur son Myspace, avant de les retirer. Certains fans enregistrent les chansons par des moyens détournés et les mettent en ligne sur divers sites de fans. La liste comprend Never Was/Disintegrate, Warzone, E-chord, Where you come from. Parallèlement, Christopher Hoffman fonde un nouveau groupe avec ses frères Dylan et Ian, Needers and Givers.
En février 2008, Christopher Hoffman et ses deux frères sortent le premier EP de Needers and Givers, The Other. Le 25 mai 2008, Pagoda met gratuitement en ligne un EP trois titres sur son site web comprenant trois faces B inédites. Durant un an, Pagoda va ensuite jouer plusieurs concerts, principalement aux États-Unis. L'activité du groupe reste sporadique, selon les emplois du temps et la disponibilité des membres. Le groupe ne joue d'ailleurs qu'à New York, sa ville d'origine.

### Dernières activités (2009–2011)
Durant le premier trimestre 2009, le groupe ouvre un blog de suivi concernant leur entrée en studio en mars 2009 pour la préparation d'un nouvel album confirmé juste auparavant. Aucune date de sortie n'est fixée, le groupe enregistrant actuellement. Les fans n'estiment pas de sortie avant l'hiver 2009 voire début 2010, mais l'album ne sort toujours pas aux dates espérées. 
Le groupe enregistre aux studios Excello Recordings de Brooklyn, toujours avec le producteur Hugh Pool. Les chansons sont enregistrées directement en live dans le studio, exceptions faite des overdubs additionnels. les sessions d'enregistrement furent par ailleurs suivies par une équipe de tournage, caméra et appareils photos au poing, en vue de réaliser un documentaire sur le groupe, qui pourrait figurer sur le DVD accompagnant la sortie de l'album (décrit par le groupe dans sa newsletter sous le titre The Rebirth : A Visual Album, et comportant du matériel vidéo pour accompagner la sortie du disque). Les sessions enregistrées en avril 2010 ont également été filmées, et des photos apparaissent sur le myspace officiel du groupe. À l'époque, Pagoda annonce qu'ils devraient normalement sortir le disque d'ici l'année 2013. Michael Pitt explique qu'une partie du disque est déjà enregistrée, mais que la sortie du disque sur les territoires américains est repoussée à cause de leurs emplois du temps et du manque de distributeurs. Michael Pitt et le groupe esquivent les questions de date de sortie, en refusant toute pression : « Nous venons de sortir un album en 2007, alors laissez-nous faire un break... il faut en moyenne 5 ans pour sortir un second album, n'est ce pas ? (citation Myspace) »
Une première chanson des sessions, A la manchu (face B selon le groupe) est disponible en écoute sur le Myspace depuis la mi-mai 2009. Warzone, vieux titre acoustique du groupe, est réenregistré pour l'album et est devenu le premier single du groupe, figurant sur leur Myspace depuis octobre 2009. En avril 2010, Pagoda met également en ligne un trailer de l'album. Le blog du groupe révèle aussi quelques titres des nouvelles chansons, parmi lesquels Sahara, Drop D, Native American et Blood Crosses (déjà jouée plusieurs fois en live avant l'enregistrement de l'album). Certaines chansons apparaissent sur YouTube début 2011.

### Séparation etRebirth(2011–2013)
Le groupe évoque pour Rebirth un son empli d'influences venant de l'Orient, et mélangeant des sons arabes, japonais, et même des rythmes africains. Si ces éléments faisaient partie du premier album du groupe dans les inspirations lointaines, ils sont mis en avant volontairement dans ce nouvel album, et constituent sa chape de base. Le groupe avoue également que le nouvel album flirterait de manière expérimentale avec la musique gnawa, Michael Pitt y ayant été initié durant un voyage au Maroc. La musique en question utilise des rythmes hypnotiques aux sons très bas avec des chants se répondant, le tout dans une recherche de transe. Le groupe décide de faire les prises sonores directement live dans le studio pour pouvoir justement reproduire cette patte sonore dans l'album. Ces nouvelles influences musicales donnent également beaucoup plus d'importance au violoncelle dans le son du groupe, selon un billet posté sur la page principale Myspace.
En novembre 2011, Michael Pitt confesse cependant lors d'une interview que le groupe s'est séparé. « Nous n'avons tout simplement plus le temps de nous en occuper. Si l'album ne sort ne serait-ce qu'aux États-Unis, nous serions chanceux. Mais pour le moment, on doit vous laisser. » Après une pause de près de deux ans, en 2013, le groupe met Rebirth à disposition en écoute libre sur Myspace. La sortie physique de l'album n'est quant à elle pas encore prévue.

## Discographie

### Participations
- 2008 : Needers and Givers - The Other (Loose Tooth Records - Chris Hoffman est membre fondateur du groupe avec ses deux frères, et Michael Pitt a enregistré un solo de guitare et les chœurs sur la chanson Teams and Colors)

### Bandes originales
- 2003 : Innocents - The Dreamers de Bernardo Bertolucci (Michael Pitt a enregistré pour la BO une reprise de Hey Joe avec les Twins of Evil)
- 2004 : Le livre de Jérémie (The Heart Is Deceitful Above All Things) d’Asia Argento ; Muskrat est enregistrée pour la BO du film)
- 2005 : Last Days de Gus Van Sant (Michael Pitt y joue Death to Birth en solo et That Day, toutes deux dans le film. Pagoda figure sur la BO avec Death to Birth (la version studio) et Fetus)